# Musikhochschule Kunitachi

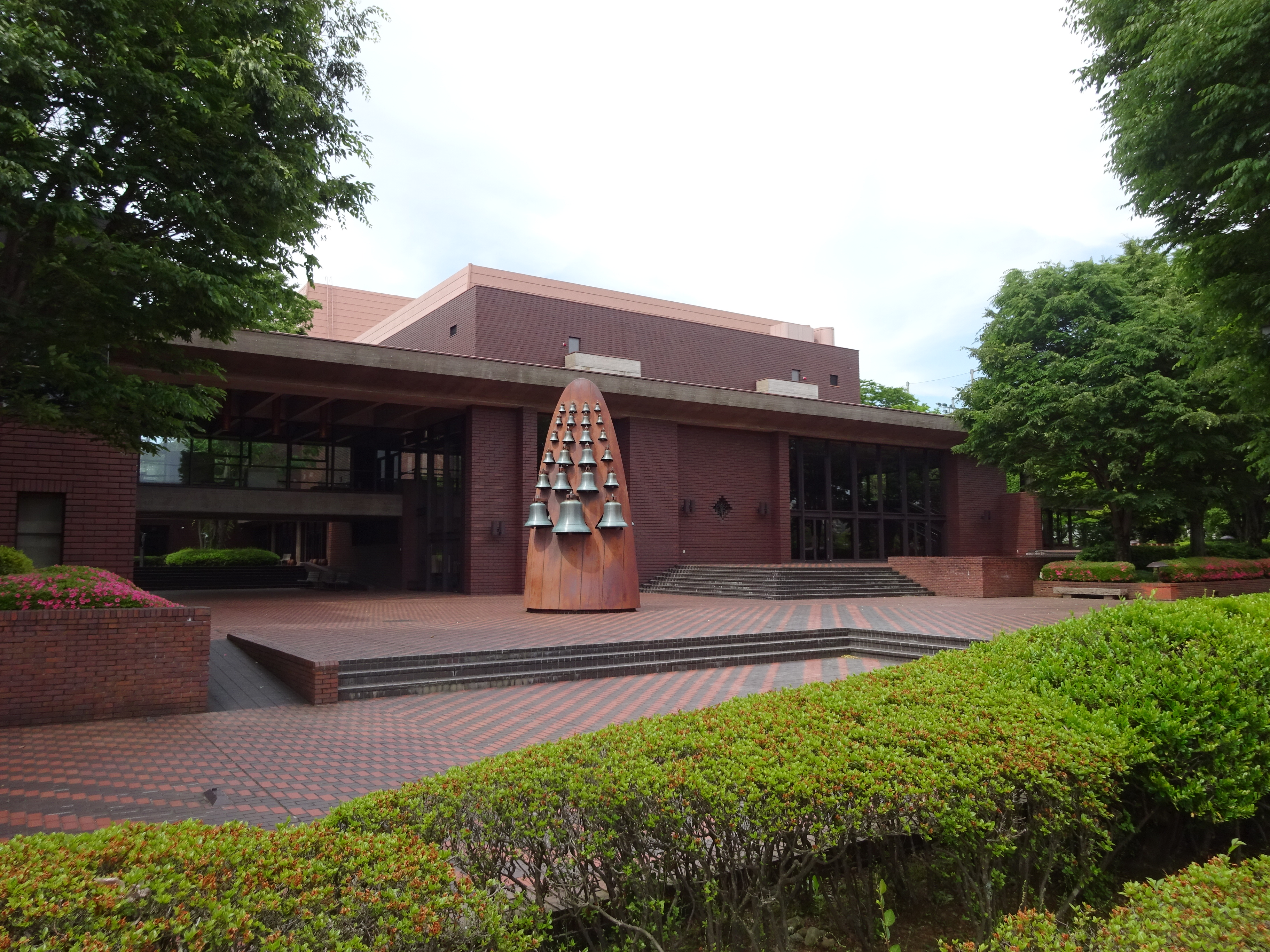
Haupthalle der Universität

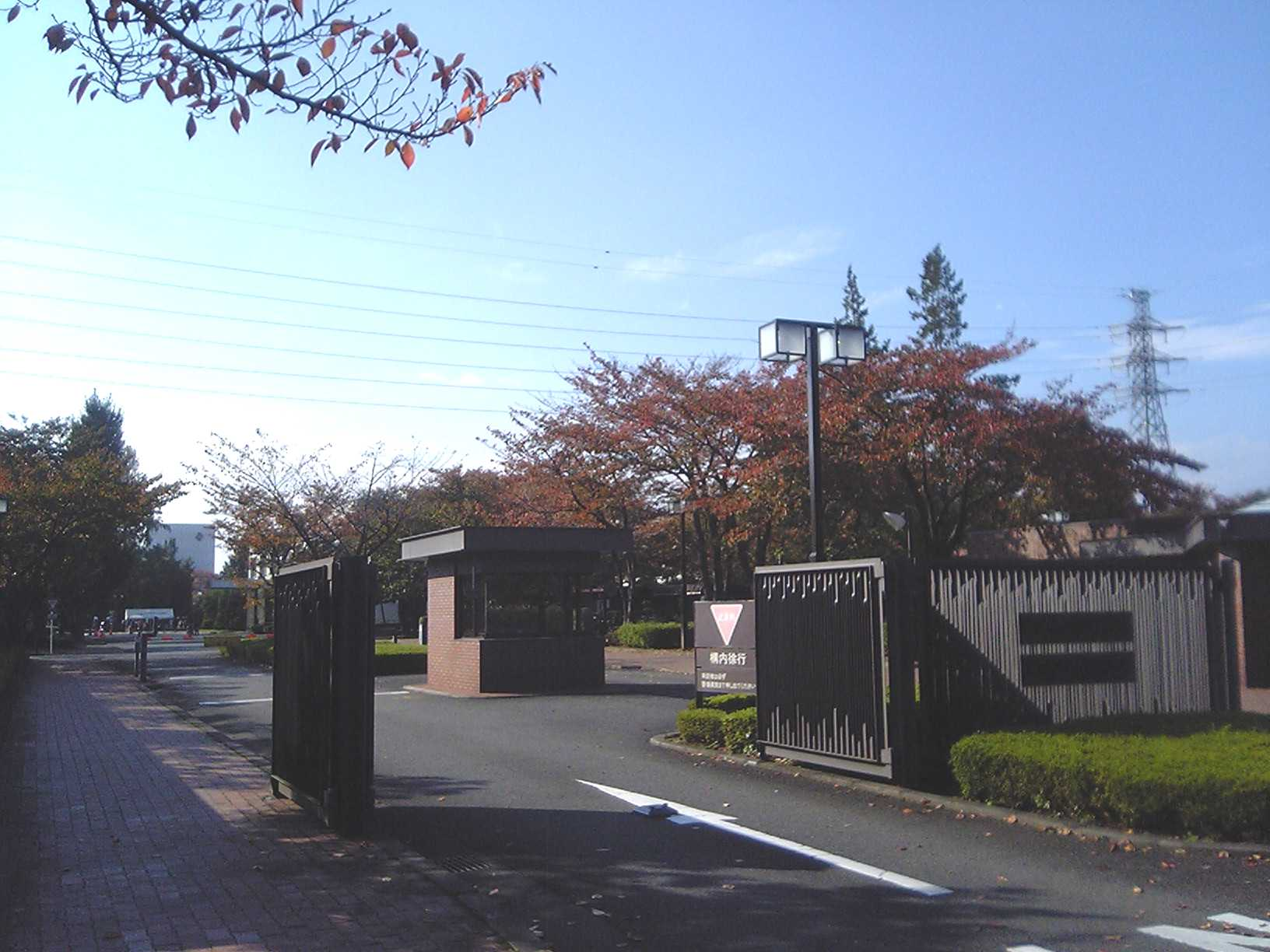
Eingangsbereich der Universität

Die Musikhochschule Kunitachi (japanisch 国立音楽大学, Kunitachi ongaku daigaku, engl. Kunitachi College of Music) ist eine private japanische Musikhochschule in Kunitachi (Präfektur Tokio), gegründet 1926, die somit eine lange Tradition als private Ausbildungsstätte für Musik aufweist.

## Übersicht
Die Musikhochschule Kunitachi wurde 1926 als „Tōkyō höhere Musikschule“ (東京高等音楽学院, Tōkyō kōtō ongaku-in) gegründet. Erster Direktor war Watanabe Isamu (渡邊 敢). Nach dem Umzug nach Tachikawa hieß die Schule „Tachikawa Musikschule“ (国立音楽学校, Tachikawa ongaku gakkō). Seit 1950 ist die Musikschule eine Universität.
1989 besuchten 3553 Studenten die Universität. Zum Zeitpunkt 2010 wies die Universität drei Fachbereiche auf: Musikpädagogik, Musikkulturgestaltung und Musikperformance. Es gibt eine Graduiertenschule (Musikforschungskurs), eine angeschlossene Oberschule und weitere Einrichtungen.

## Alumni
- Yōsuke Yamashita (* 1942), Jazzpianist
- Kyoko Abe (* 1950), Pianistin, Komponistin und Musikpädagogin
- Joe Hisaishi (* 1950), Komponist und Dirigent
- Masahiro Sayama (1953–2018), Jazzpianist
- Masamichi Amano (* 1957), Komponist
- Toshinari Iijima (* 1960), Komponist
- Kazumi Totaka (* 1967), Komponist
- Maki Namekawa, Pianistin